# Деббонер, Тангэм
Тангэм Элизабет Рэйчел Деббонер (англ. Thangam Elizabeth Rachel Debbonaire), урождённая Сингх (англ. Singh; род. 3 августа 1966, Питерборо, Кембриджшир) — британский политик, член Лейбористской партии, теневой министр культуры, средств массовой информации и спорта (2023—2024).

## Биография
Дочь индийца и англичанки, окончила помимо общеобразовательной частной женской школы также Четэмскую музыкальную школу (впоследствии училась в Королевском колледже музыки по классу виолончели). Изучала математику в Оксфордском университете, но не завершила курс обучения. Получила в манчестерском Городском технологическом колледже имени Святого Иоанна степень магистра наук по управлению, развитию и социальной ответственности. В детстве подвергалась семейному насилию и в возрасте 20 с лишним лет изменила девичью фамилию Сингх на Деббонер — в честь некого родственника по первому мужу.
В 2015 году избрана в Палату общин от округа Западный Бристоль. Вскоре после избрания Деббонер был диагностирован рак груди, и она вернулась к работе в Палате весной 2016 года, пройдя курс лечения. В том же году некоторое время занимала должность теневого младшего министра искусства и наследия в теневом правительстве Джереми Корбина (после ухода оттуда заявила, что тот назначил её «по ошибке», ни разу с ней не увидевшись лично). В 2017 году переизбрана в прежнем округе с впечатляющим результатом (её перевес над сильнейшим соперником составил 37 336 голосов и оказался одним из крупнейших в стране).
6 апреля 2020 года при формировании теневого правительства Кира Стармера назначена теневым министром жилищного хозяйства.
9 мая 2021 года стала теневым лидером Палаты общин.
4 сентября 2023 года в ходе серии кадровых перемещений в теневом правительстве назначена теневым министром культуры, средств массовой информации и спорта.
5 июля 2024 года после победы лейбористов на парламентских выборах было сформировано правительство Стармера, в котором Деббонер не получила никакого назначения, поскольку проиграла в своём округе.